# Maróca
Maróca (horvátul: Moravče) település Horvátországban, Zágráb főváros Szeszvete városnegyedében. Közigazgatásilag a fővároshoz tartozik.

## Fekvése
Zágráb városközpontjától légvonalban 20, közúton 32 km-re északkeletre, a Medvednica-hegység keleti részén fekszik.

## Története
A Moravčak-patak völgyében talált ötezer éves régészeti leletek tanúsága szerint ezen a területen a mai Zágráb vidékének egyik legősibb emberi települése állt. Maróca a középkorban jelentős várral rendelkezett, s Szent László itt állította föl Maróca várispánság központját, mely a 13. század végére beolvadt Zágráb vármegyébe. IV. László 1275-ben Dénes mesternek adományozta örök időkre. 1300-ban Károly Róbert hívének, Cseszneki Miklósnak adományozta, akitől azonban a III. András pártján álló Mihály zágrábi püspök elfoglalta. 1334-ben Keresztelő Szent János plébániáját „ecclesia beati Johannis baptiste de Marocha” alakban említi a pápai tizedjegyzék. 1501-ben Benedek nevű plébánosát és Pál nevű káplánját is említik. A település virágkorát a 14. és 15. században élte. Innen származott Marócai Balázs, padovai diák, majd zágrábi kanonok és kalniki főesperes, aki három, máig fennmaradt kánonjogi szöveg szerzője, melyeket a Zágrábi Városi Könyvtárban őriznek.
Az első katonai felmérés térképén „Moravche” néven található. Lipszky János 1808-ban Budán kiadott repertóriumában „Moravche” néven szerepel. 1910-ben a településnek 851 lakosa volt, három fő kivételével mind horvátok. A trianoni békeszerződés előtt Zágráb vármegye Zágrábi járásához tartozott. 1941 és 1945 a Független Horvát Állam része volt, majd a szocialista Jugoszlávia fennhatósága alá került. 1991-től a független Horvátország része. 1991-ben lakosságának 99%-a horvát nemzetiségű volt. A településnek 2011-ben 663 lakosa volt.

## Népessége
| Lakosság változása | Lakosság változása | Lakosság változása | Lakosság változása | Lakosság változása | Lakosság változása | Lakosság változása | Lakosság változása | Lakosság változása | Lakosság változása | Lakosság változása | Lakosság változása | Lakosság változása | Lakosság változása | Lakosság változása | Lakosság változása |
| ------------------ | ------------------ | ------------------ | ------------------ | ------------------ | ------------------ | ------------------ | ------------------ | ------------------ | ------------------ | ------------------ | ------------------ | ------------------ | ------------------ | ------------------ | ------------------ |
| 1857               | 1869               | 1880               | 1890               | 1900               | 1910               | 1921               | 1931               | 1948               | 1953               | 1961               | 1971               | 1981               | 1991               | 2001               | 2011               |
| 465                | 546                | 563                | 647                | 721                | 851                | 805                | 887                | 950                | 917                | 879                | 810                | 717                | 713                | 728                | 663                |

## Nevezetességei
- Maróca főtere és a Szentháromság templom[7] védett kulturális örökség. A mai Szentháromság plébániatemplomot 1814-ben építették a régebbi templom helyén. 1979-ben teljesen felújították. A tetőt 1991-ben renoválták. A templom 200. évfordulóját és a plébánia első említésének 680. évfordulóját 2014. szeptember 21-én ünnepelték. A templom egyhajós masszív épület, külön szentélytel és sekrestyével, a homlokzat felett emelkedő harangtoronnyal. Orgonája 1906-ban készült. Három neoklasszicista oltára van. A főoltáron a Szentháromság szobra, az oldalsó fülkékben pedig két szent szobra látható. A szentségtartó mellett két angyalszobor áll. Az oltár előtt a szentély előtt festmények vannak, jobb oldalon a Szeplőtelen Fogantatás és előtte Szűz Mária szobra, a bal oldalon pedig a Szent Borbála. A templom előtt állnak a keresztút állomásai és a Lourdes-i Szűznya 1990-ben készült szobra.[8]

- A Nepomuki Szent János kápolna[9] egyhajós, keletelt épület, félköríves apszissal és a főhomlokzat felett emelkedő harangtoronnyal. Építési ideje nem ismert, először 1757-ben jelenik meg az egyházi vizitátorok jelentésében. Értékes késői barokk berendezése van. Mivel mocsaras területen építették ma meglehetősen rossz állapotban van.

- A falu határában a Medvednica déli lejtőin, a Hrtić-dombon, a Moravče-patak völgyének nyugati oldalán és a Maróca – Máriabeszterce úttól nyugatra, a Szentháromság templomtól 800 m-re északnyugatra találhatók Maróca középkori várának maradványai. A vár fából és földből épült feltehetően a 13. században. A vár a domb tetejét foglalta el, északkeleti oldalán valószínűleg egy védőfallal övezett fennsíkot alakítottak ki. Az erőd ovális alaprajzú, körülbelül 100 x 70 m méretű volt. Nagy valószínűséggel fából és földből építették, mert nincsenek romok, kőnek és egyéb építőanyagnak sincs nyoma. A déli oldalon a „Kolibe gornje” és a „Kolibe donje” helynevek találhatók, amelyek közelében késő középkori vagy kora újkori kerámiákat találtak. Az ásatások során felfedezték egy középkori, fából készült ház maradványait is. [10]

## Egyesületek
A település önkéntes tűzoltó egyesületét 1931-ben alapították. 1933-ban megalakult az egyesület fúvós tűzoltózenekara. 1935-ben felépítették a tűzoltószerházat.